# Lista de presidentes da Igreja de Jesus Cristo dos Santos dos Últimos Dias
Presidiram  A Igreja de Jesus Cristo dos Santos dos Últimos Dias, popularmente conhecida por causa de seus missionários que usam plaquetas, considerados profetas dos dias atuais por seus seguidores:

## Lista
| Nº | Presidente | Presidente            | Nascimento             | Ordenação              | Falecimento            |
| -- | ---------- | --------------------- | ---------------------- | ---------------------- | ---------------------- |
| 1  |            | Joseph Smith Jr.      | 23 de dezembro de 1805 | 06 de abril de 1830    | 27 de junho de 1844    |
| 2  |            | Brigham Young         | 1 de junho de 1801     | 27 de dezembro de 1847 | 29 de agosto de 1877   |
| 3  |            | John Taylor           | 1 de novembro de 1808  | 10 de outubro de 1880  | 25 de julho de 1887    |
| 4  |            | Wilford Woodruff      | 1 de março de 1807     | 7 de abril de 1889     | 2 de setembro de 1898  |
| 5  |            | Lorenzo Snow          | 3 de abril de 1814     | 13 de setembro de 1898 | 10 de outubro de 1901  |
| 6  |            | Joseph F. Smith       | 13 de novembro de 1838 | 17 de outubro de 1901  | 19 de novembro de 1918 |
| 7  |            | Heber J. Grant        | 22 de novembro de 1856 | 23 de novembro de 1918 | 14 de maio de 1945     |
| 8  |            | George Albert Smith   | 4 de abril de 1870     | 21 de maio de 1945     | 4 de abril de 1951     |
| 9  |            | David O. McKay        | 8 de setembro de 1873  | 9 de abril de 1951     | 18 de janeiro de 1970  |
| 10 |            | Joseph Fielding Smith | 19 de julho de 1876    | 23 de janeiro de 1970  | 2 de julho de 1972     |
| 11 |            | Harold B. Lee         | 28 de março de 1899    | 7 de julho de 1972     | 26 de dezembro de 1973 |
| 12 |            | Spencer W. Kimball    | 28 de março de 1895    | 30 de dezembro de 1973 | 5 de novembro de 1985  |
| 13 |            | Ezra Taft Benson      | 4 de agosto de 1899    | 10 de novembro de 1985 | 30 de maio de 1994     |
| 14 |            | Howard W. Hunter      | 14 de novembro de 1907 | 5 de junho de 1994     | 3 de março de 1995     |
| 15 |            | Gordon B. Hinckley    | 23 de junho de 1910    | 12 de março de 1995    | 27 de janeiro de 2008  |
| 16 |            | Thomas S. Monson      | 21 de agosto de 1927   | 3 de fevereiro de 2008 | 2 de janeiro de 2018   |
| 17 |            | Russell M. Nelson     | 09 de setembro de 1924 | 16 de janeiro de 2018  | Atualmente...          |